# Data Documentation Initiative
Die Data Documentation Initiative (DDI) ist ein 1995 gegründetes Projekt, das einen gleichnamigen Metadaten-Standard entwickelt. Der Standard wird weltweit von einer Vielzahl von Organisationen genutzt, beispielsweise in Deutschland von: Institut zur Zukunft der Arbeit, Sozio-oekonomisches Panel, GESIS – Leibniz-Institut für Sozialwissenschaften, Datenservicezentrum Betriebs- und Organisationsdaten.

## DDI-Standard
DDI ist ein offener Standard (Metadatenmodell) für die Beschreibung von sozial- und wirtschaftswissenschaftlichen Daten. Grundlegendes Konzept der Version DDI 3.X ist die Beschreibung des vollständigen Datenlebenszyklus, dem sogenannten Data Life Cycle, mittels XML. Die Version 3.2 wurde 2014 veröffentlicht.